# Prix Régine-Deforges
Le prix Régine-Deforges est un prix littéraire français doté de 500 euros, créé en 2015 en l'honneur de l'écrivaine et éditrice Régine Deforges par ses enfants Camille Deforges-Pauvert, Léa Wiazemsky et Franck Spengler. La sélection est réalisée par les membres d'un jury (Serge Joncour, Noëlle Châtelet, David Foenkinos, Gilles Marchand, Ariane Bois, Léa Wiazemsky, Franck Spengler, Julien Cendres et Elsa Flageul). Ce prix récompense une première œuvre littéraire écrite par un auteur ou une auteure francophone.
Le prix fut soutenu financièrement jusqu'en 2021 par la ville de Limoges. En 2022, le prix est repris par la librairie La Bicyclette Bleue à Paris fondée par Camille Deforges et Simon Roussel et la mairie du 20e arrondissement de Paris devient mécène du prix.
Depuis 2025, la ville de Montmorillon, qui a vu naître Régine Deforges, est associée au prix Régine-Deforges décerné à l'occasion du Festival du Livre de Montmorillon

## Liste des lauréats
- 2016 : La Petite Barbare d'Astrid Manfredi[3]
- 2017 : Hiver à Sokcho d'Elisa Shua Dusapin[4]
- 2018 : Grand Frère de Mahir Guven[5]
- 2019 : À la ligne de Joseph Ponthus[6],[7]
- 2020 : Le Premier qui tombera de Salomé Berlemont-Gilles[8]
- 2021 : Louis veut partir de David Fortems[9]
- 2022 : Les Maisons vides de Laurine Thizy[10]
- 2023 : Les Tourmentés de Lucas Belvaux[10]
- 2024 : Et, refleurir de Kiyémis
- 2025 : Mon vrai nom est Élisabeth de Adèle Yon [11]